# ×Gasteraloe
×Gasteraloe és un notogènere de la subfamília de les asfodelòidies. Els seus pares híbrids són els gèneres Gasteria i Aloe.

## Descripció
Les notoespècies del notogènere Gasteraloe solen créixer sense tronc o quasi sense tronc i solen formar coixins. Les fulles es disposen en rosetes. La superfície foliar té diferents taques o berrugues. Hi ha dents al marge de la fulla.
La inflorescència que apareix lateralment és simple o ramificada. Les seves panícules estan lliures. Les flors zigomòrfiques, que assenteixen amb el cap o que s'estenen, són arraconades i proveïdes de bràctees. El seu tèpal de vegades s'infla a la seva base. Sovint es corba per sobre de l'ovari. El tèpal sol ser vermellós a la base i verdós cap a la punta. Les puntes del tèpal solen ser més llargs que els tubs del tèpal. Els estams i l'estil amb prou feines sobresurten de la flor.

## Sistemàtica
La primera descripció del notogènere ×Gasteraloe d'André Guillaumin es va publicar el 1931. Els sinònims són ×Gastrolea E. Walther (1930, nom. Inval. Article ICBN H6.2), ×Lomateria Guillaumin (1931), ×Chamaeteria D.M. Cumming (1974) i ×Gaslauminia P.V.Heath (1994)

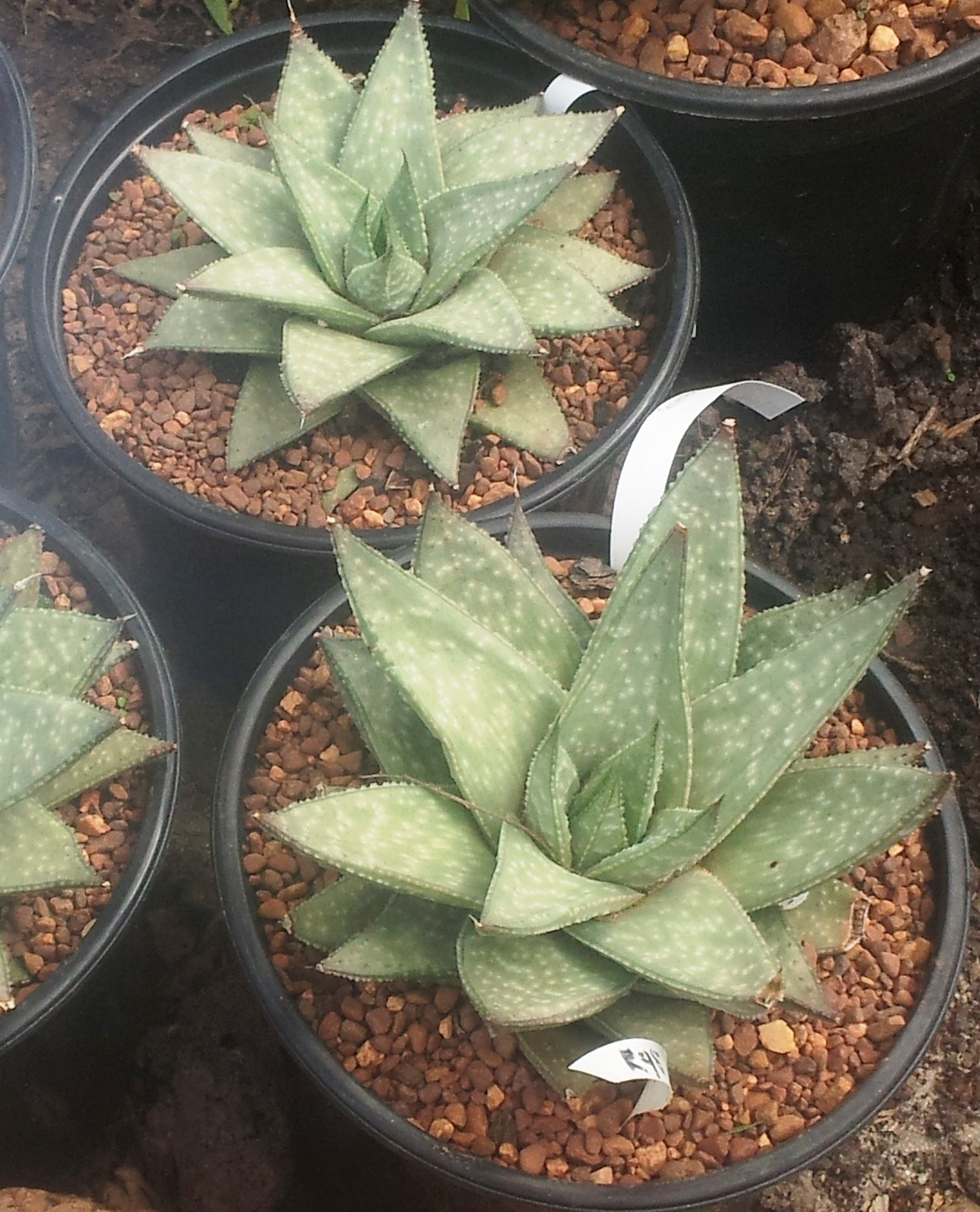
Gasteraloe "grey ghost"

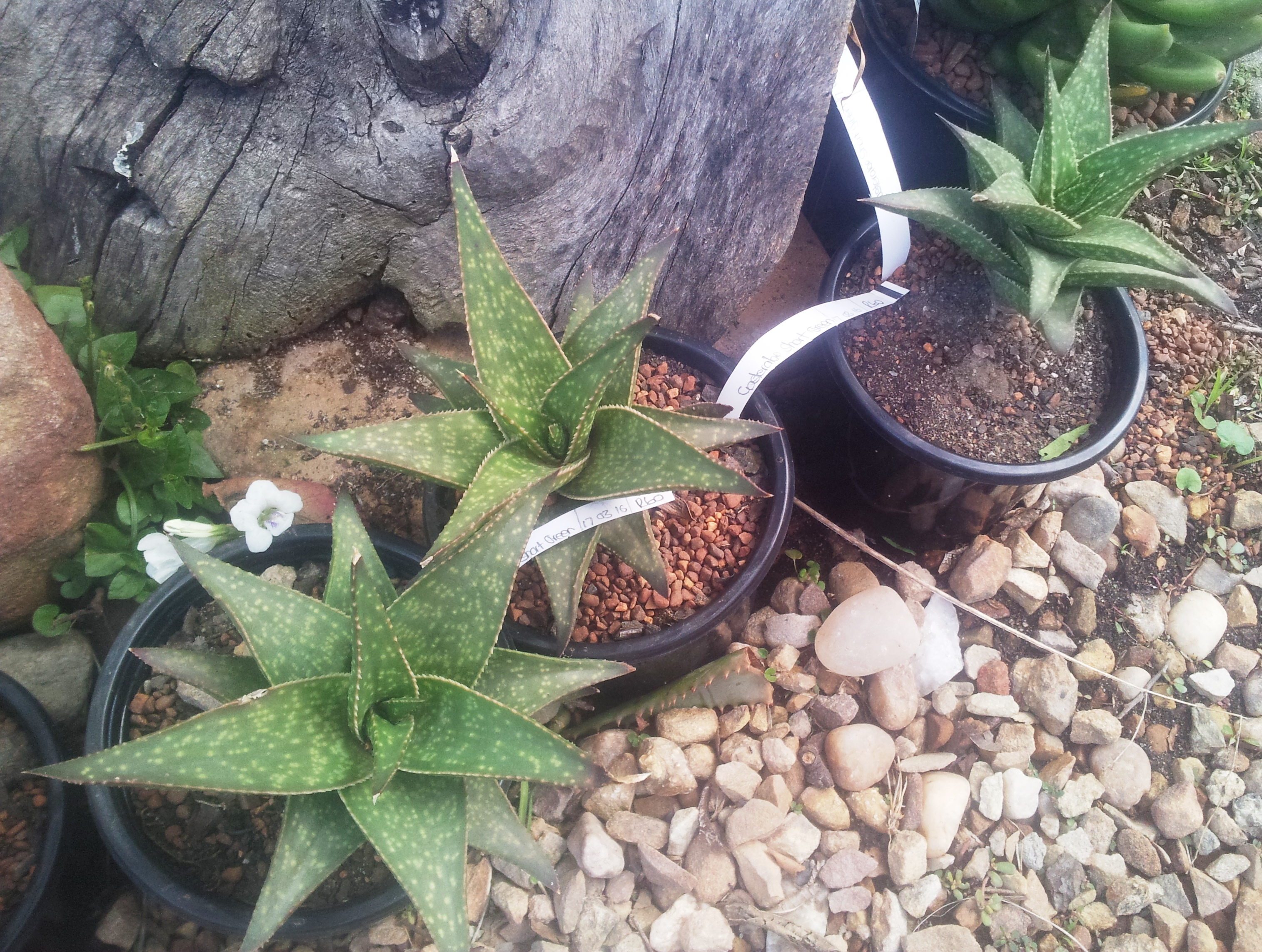
Gasteraloe "short green"

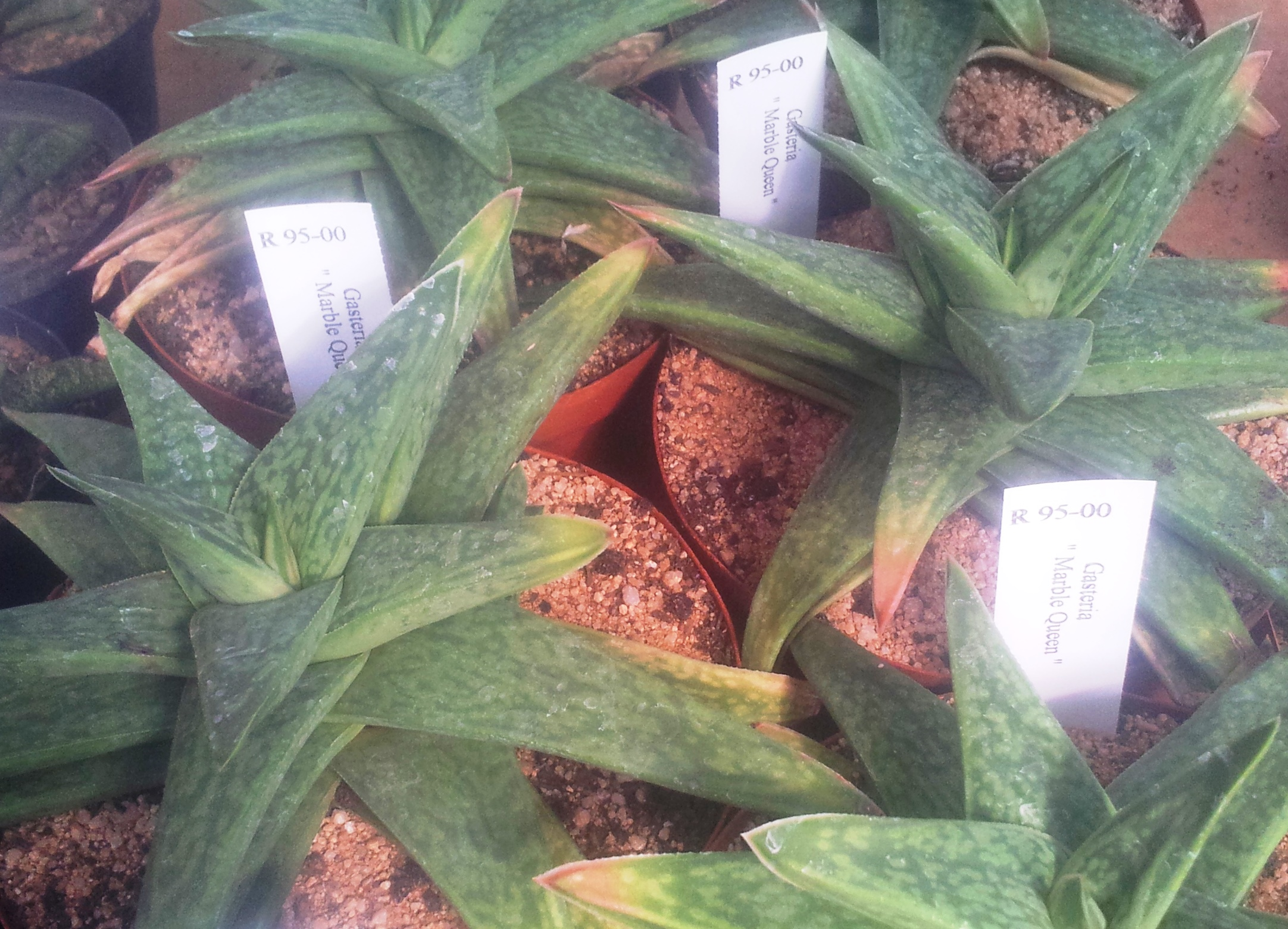
Gasteraloe "marble queen"

El notogènere ×Gasteraloe inclou les següents notoespècies i notovarietats:
- × Gasteraloe bedinghausii (Radl) Guillaumin
= Aloe aristata × Gasteria disticha
- × Gasteraloe beguinii (hort. ex Radl) Guillaumin
= Aloe aristata × Gasteria carinata var. verrucosa
  - × Gasteraloe beguinii nothovar. beguinii
  - × Gasteraloe beguinii nothovar. chludowii (Radl) G.D.Rowley
  - × Gasteraloe beguinii nothovar. perfectior (Radl) Guillaumin
- × Gasteraloe derbetzei (hort. ex A.Berger) Guillaumin
= Aloe striata × Gasteria acinacifolia
- × Gasteraloe gloriosa (Guillaumin) G.D.Rowley
= Aloe purpurea × Gasteria bicolor var. bicolor
- × Gasteraloe lapaixii (Radl) Guillaumin
= Aristaloe aristata × Gasteria bicolor var. bicolor
  - × Gasteraloe lapaixii nothovar. lapaixii
  - × Gasteraloe lapaixii nothovar. latifolia (Radl) Guillaumin
- × Gasteraloe lynchii (Baker) G.D.Rowley
= Aloe striata × Gasteria carinata var. verrucosa
- × Gasteraloe mortolensis (A.Berger) Guillaumin
= Gonialoe ?variegata × Gasteria acinacifolia
- × Gasteraloe nowotnyi (Radl) G.D.Rowley
= Aristaloe aristata × Gasteria sp.
- × Gasteraloe peacockii (Baker) G.D.Rowley
= Aloe sp. × Gasteria acinacifolia
- × Gasteraloe pethamensis (Baker) G.D.Rowley
= Gonialoe variegata × Gasteria carinata var. verrucosa
- × Gasteraloe pfrimmeri Guillaumin
= Gonialoe variegata × Gasteria sp.
- × Gasteraloe prorumpens (A.Berger) G.D.Rowley
= Aloe sp. × Gasteria sp.
- × Gasteraloe quehlii (Radl) G.D.Rowley
= Aloe sp. × Gasteria bicolor var. bicolor
- × Gasteraloe radlii L.E.Newton
= Gonialoe variegata or Aloe serrulata (= Aloe sp.) × Gasteria sp.
- × Gasteraloe rebutii (hort. ex A.Berger) Guillaumin
= Gonialoe variegata × Gasteria sp.
- × Gasteraloe sculptilis G.D.Rowley ex L.E.Newton
= Gonialoe variegata × Gasteria × cheilophylla
- × Gasteraloe simoniana (Deleuil) Guillaumin
= Aloe striata × Gasteria disticha
- × Gasteraloe smaragdina (hort. ex A.Berger) Guillaumin
= Gonialoe variegata × Gasteria acinacifolia

A més dels que apareixen a la llista, hi ha molts altres híbrids i contínuament se'n creen més.